# Gold Standard Laboratories
Gold Standard Laboratories, eller GSL, var ett oberoende skivbolag grundat 1993 i Boulder, Colorado av Sonny Kay. Under 2000 flyttades det till San Diego, och två år senare flyttade de till Los Angeles, där det låg tills GSL gick i konkurs den 29 oktober 2007.
I början av 2001 var The Mars Volta's Omar Rodriguez-Lopez ägare tillsammans med konstnären Sonny Kay.

## Artister
- 400 Blows
- '57 Lesbian
- A Luna Red
- An Albatross
- Anavan
- Arab On Radar
- Armatron
- Attractive and Popular
- Beautiful Skin
- Big Sir
- Bunny Genghis
- Chromatics
- Crime in Choir
- Coaxial
- The Convocation Of...
- Cut City
- Dead and Gone
- De Facto
- Die Princess Die
- Dmonstrations
- The Faint
- Favourite Sons
- Free Moral Agents
- Get Hustle
- GoGoGo Airheart
- Heart of Snow
- The Holy Kiss
- I Am Spoonbender
- Indian Jewelry
- Jaga Jazzist
- The Jai-Alai Savant
- JR Ewing
- Juhl
- Kill Me Tomorrow
- Le Shok
- The Locust
- Lost Kids
- Malcriada
- The Mars Volta
- Meanface
- Melt-Banana
- Mohinder
- Neon King Kong
- Omar A. Rodriguez-Lopez
- Omega Cinco
- Out Hud
- The Pattern
- The Phantom Limbs
- Physics
- Pleasure Forever
- The Rapture
- Red Eyed Legends
- Rhythm of Black Lines
- SABERTOOTH . TIGER
- Semiautomatic
- Soiled Doves
- The Starlite Desperation
- The Starvations
- The Stitches
- Subpoena the Past
- Subtitle
- Sunshine
- Tender Buttons
- Triclops!
- The Vanishing
- Vaz
- Veronica Lipgloss & The Evil Eyes
- The VSS
- Vue
- With Love
- Woodpussy
- XBXRX
- Xiu Xiu
- Year Future
- Zechs Marquise